# FN Herstal
Pour les articles homonymes, voir FN.
FN Herstal (Fabrique nationale Herstal), connue sous le nom de Fabrique nationale ou simplement FN est une fabrique d'armes belge établie depuis ses origines en 1889 à Herstal, près de Liège en Belgique. L'entreprise fut également constructeur automobile entre 1900 et 1935 et constructeur de motos de 1901 à 1965.  Elle possède des filiales aux États-Unis, au Royaume-Uni et en Finlande).
FN Herstal représente le pôle Défense et Sécurité de FN Browning Group, qui commercialise également les marques Browning et Winchester et dont l'actionnaire unique est la Région wallonne.

## Histoire
La région liégeoise était réputée dès le XVIIe siècle pour ses fabrications mécaniques et particulièrement ses armes à feu. Les artisans armuriers liégeois travaillaient de façon indépendante souvent à domicile et étaient spécialisés dans certaines opérations. Le résultat était qu'un canon de fusil parcourait, au cours de sa fabrication, des dizaines de kilomètres dans toute l'agglomération liégeoise avant d'être terminé.
Le 10 novembre 1886, les maisons Ancion, Dumoulin frères, Dresse-Laloux & Cie, J. Janssen, Nagant frères, Pirlot-Frésart et A. Simonis constituèrent la société « Les Fabricants d'Armes Réunis ».
H. Pieper les rejoint en janvier 1887.
En 1887, les Fabricants d'Armes Réunis envisagent l'installation d'une fabrique d'armes de guerre dans le but de répondre à une commande de l'armée belge portant sur la livraison de 150 000 fusils à répétition de type Mauser M.1889.
La dénomination Fabrique Nationale d'Armes de Guerre fut arrêtée de 8 décembre 1888.
La Fabrique nationale d’Armes de Guerre fut fondée le 3 juillet 1889 par un acte passé devant Me Nicolas Biar, notaire à Liège.
L'acte énumère les parties prenantes : Albert Simonis (fabricant d'armes), Jules Ancion (fabricant d'armes), Allard Bosmans (représentant des fabricants d'armes Dresse, Laloux & Cie), Léon Collinet (Administrateur délégué de la Manufacture liégeoise d'Armes à feu), Auguste Dumoulin (fabricant d'armes), Joseph Franssen (fabricant d'armes), Henri Pieper (fabricant d'armes), Gustave Pirlot (fabricant d'armes), Nicolas Vivario et Alban Poulet (banquier, administrateur délégué du Crédit général liégeois),.
Deux autres armuriers, Emile Nagant et Auguste Francotte prendront également des actions dans la société,.
| Actionnaires                              | Actions privilégiées | Actions ordinaires |
| Albert Simonis (fabricant d'armes)        | 300                  | 200                |
| Jules Ancion (fabricant d'armes)          | 600                  | 200                |
| Dresse, Laloux et Cie)                    | 600                  | 200                |
| Manufacture liégeoise d'Armes à feu       | 600                  | 200                |
| Dumoulin frères (fabricants d'armes)      | 600                  | 200                |
| Joseph Franssen (fabricant d'armes)       | 600                  | 200                |
| Henri Pieper (fabricant d'armes)          | 1200                 | 200                |
| Pirlot & Frésart (fabricants d'armes)     | 600                  | 200                |
| Nicolas Vivario                           | 300                  |                    |
| Crédit général liégeois                   | 600                  |                    |
| Auguste Francotte (fabricant d'armes)     |                      | 200                |
| Emile et Léon Nagant (fabricants d'armes) |                      | 200                |
| Totaux                                    | 6000                 | 2000               |

Le 12 juillet 1889, Allard Bormans et Henri Pieper signent le 1er contrat de la FN à la suite d'une commande de l'État belge portant sur 150 000 fusils à répétition sous licence Mauser (Mauser modèle 1889, calibre 7,65 mm) au prix unitaire de 79 francs (soit un total de 11 850 000 francs),. 

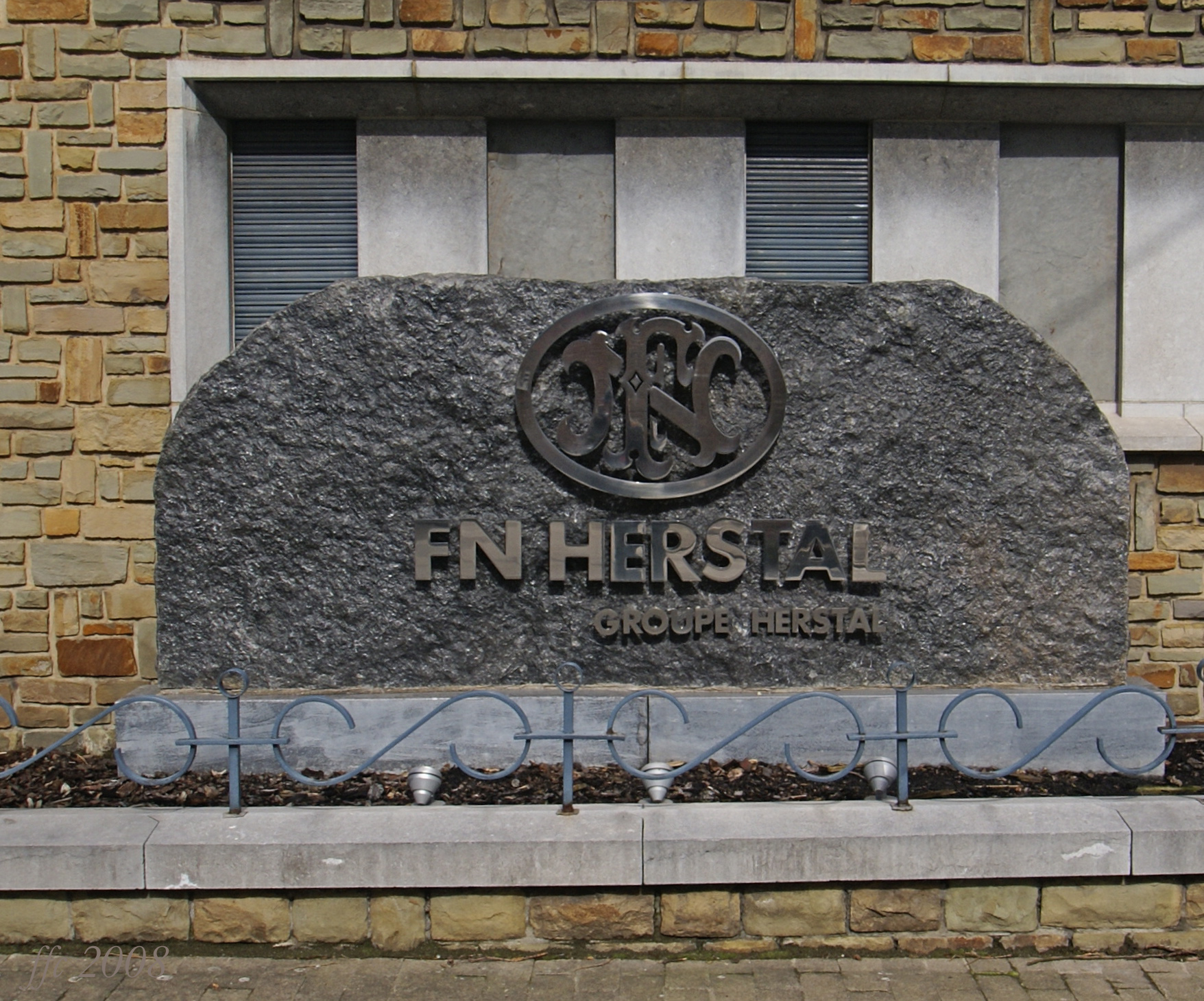
Logo FN Herstal à l'entrée principale

### Premier conseil d'administration (1889-1896)
Composition : Jules Ancion, Allard Borremans, Léon Collinet, Auguste Dumoulin, Joseph Janssen, Henri Pieper, Gustave Pirlot, Alban Poulet, Albert Simonis, Ernest Francote et Léon Nagant.
La présidence fut confiée à Allard Borremans, la vice-présidence à Joseph Janssen et Henri Pieper fut choisi comme administrateur délégué.

### Dates clés
1897 : Début de la collaboration entre John Moses Browning et la FN Herstal. Cette année John Moses Browning offre à la FN la licence de fabrication de son pistolet automatique de calibre 7,65 mm.
En février 1902, John Moses Browning  arrive à Herstal avec le prototype d'un fusil de chasse automatique à 5 coups.
Le 24 mai 1907, John Moses Browning autorise la FN à utiliser son nom comme marque de fabrique et de commerce.
En 1897, la FN achète à des fins d'étude un quadricycle français.
En janvier 1899, la FN engage J. De Cosmo, un mécanicien italien, et en 1900, la FN se lance dans la fabrication de véhicules à moteur : voitures (de 1900 à 1937), motos (de 1902 à 1964), camions (de 1930 à 1966), trolleybus de (1932 à 1955) ainsi que différents véhicules militaires.
Après la prise de Liège par les Allemands en août 1914, la FN cessa ses activités. Les Allemands réquisitionnèrent la FN et y installèrent notamment un hôpital militaire et un atelier de réparation de véhicules de l'armée allemande.
Elle reprit le travail normal dès novembre 1918 et se dégagea du groupe allemand Ludwin Loewe & Cie en 1919.
Durant la guerre, Alexandre Galopin (directeur de la FN de 1919 à 1923) et Gustave Joassart (directeur de la FN de 1923 à 1950) gagnent la France et fondent avec des industriels français la Manufacture d'Armes de Paris.
En 1921, la FN crée une école de formation professionnelle destinée à pourvoir ses ateliers en ouvriers qualifiés et spécialisés.

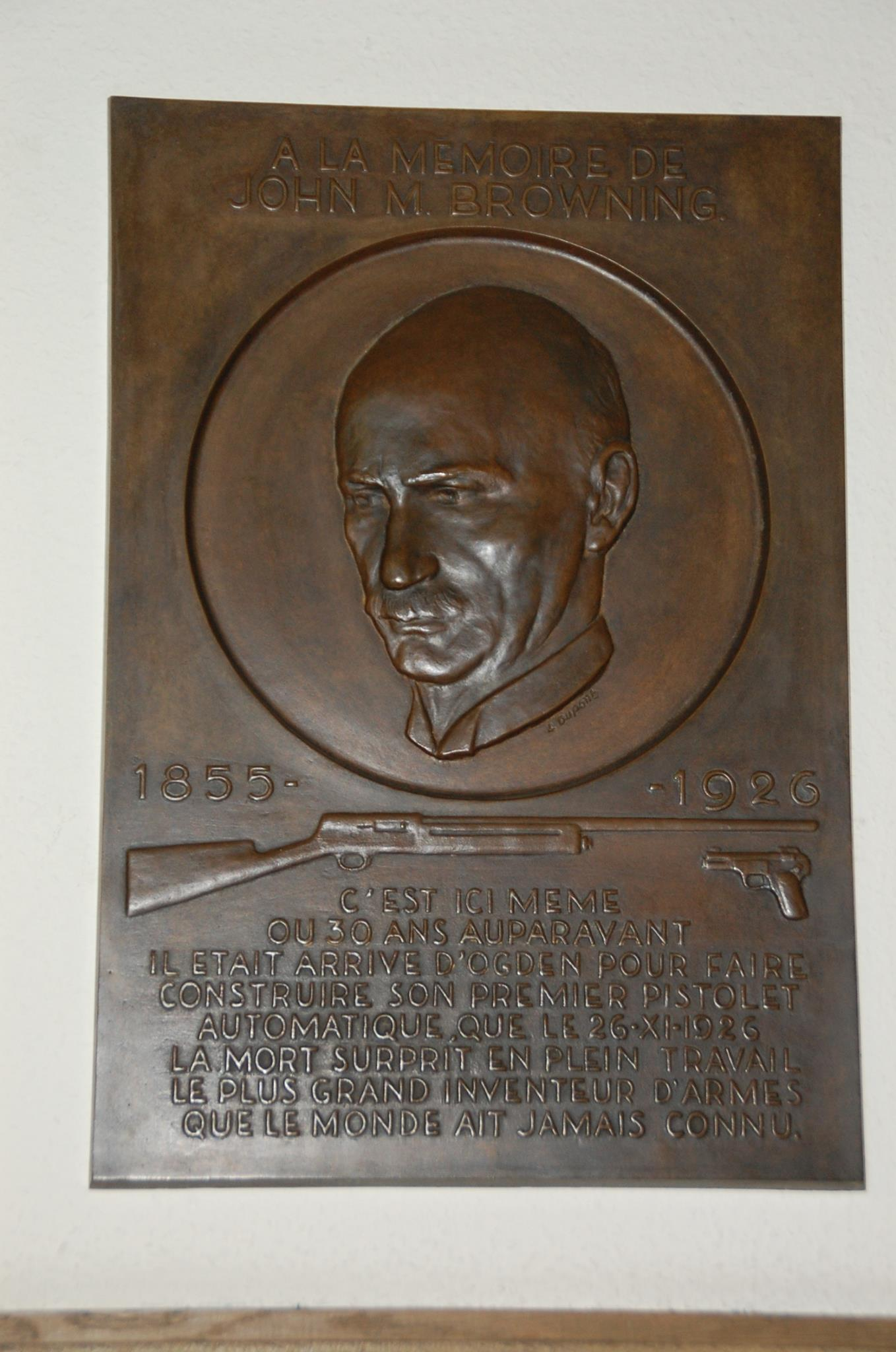

Le 26 novembre 1926, lors de son 61e voyage en Belgique, John Moses Browning meurt à Herstal d'une attaque cardiaque. Un jour de deuil est décrété à la FN. Le personnel défile devant sa dépouille dans la salle du conseil. Son corps est rapatrié aux États-Unis où il est inhumé avec les honneurs militaires.
De 1928 à 1929, la FN construit sur le terrain du Pré-Madame une nouvelle usine destinée à la fabrication automobile.
Pour des raisons de sécurité la fabrique de munitions de Herstal est transférée à Bruges en 1930 puis, en 1938, à Zutendaal (son emplacement définitif) où elle installe un polygone de tir.
En 1935, l'endettement de la FN faillit ruiner la totalité de l'entreprise. La menace grandissante posée par le régime Nazi permit à la FN de relancer sa production militaire et de retrouver la prospérité.
La FN obtient la licence de fabrication des canons antiaériens Bofors 40mm en 1936 et des Bofors 57mm en 1953.
Sous l'occupation allemande (Deuxième Guerre mondiale), la FN est utilisée comme usine d'armements sous le nom de DWM (Deutsche Waffen und Munitionsfabriken). Les travailleurs fabriquent des armes sous la contrainte. Plusieurs actes de sabotage et de résistance de la part du personnel furent durement réprimés.
Après la guerre et la reprise des activités précédentes, commence la fabrication de machines à traire (conception Declaye), en partie copiées sur la machine américaine Surge, et, plus tard, celle de congélateurs domestiques.
La grève des ouvrières de la Fabrique Nationale d’armes de 1966 aboutit notamment à populariser la revendication « à travail égal, salaire égal » portée par la juriste Éliane Vogel-Polsky.
En 1975, FN Herstal employait 10 286 personnes à Herstal.
La FN Herstal est associée entre 1972 et 1987 (participation croisée) avec Beretta. Dans les années 1970, elle entre également au capital de la Manufacture d'armes de Bayonne avant la disparition de cette dernière dans les années 1980.
En 1989, la Fabrique nationale prend le contrôle de l'USRAC - US Repeating Arms company, qui détenait la marque Winchester.
Du 1er janvier 1991 à octobre 1997, elle appartient au groupe français GIAT Industries, avant d'être reprise par la Région wallonne,. L'acquisition de 92% du capital du groupe Herstal s'avéra désastreuse pour GIAT Industries. Le rachat de ce groupe, alors en liquidation judiciaire, permit de compléter la palette des produits de GIAT Industries. Cela lui permit d'introduire dans son catalogue beaucoup d'armes individuelles, principalement civiles. Mais la situation financière du groupe a connu une nouvelle et forte dégradation à partir de 1994, notamment en raison de ses rigidités structurelles, du vieillissement de sa gamme et de l'effondrement des marchés civils et militaires des armes de petit calibre. Le droit de veto accordé à la Région wallonne, qui ne possédait pourtant que 2% du capital, a considérablement freiné des évolutions devenues indispensables. Après de difficiles négociations, le groupe Herstal fut finalement cédé à la Région wallonne en octobre 1997. Pour GIAT Industries, l'ensemble des pertes liées à cette opération est évalué en 2002 à 300 millions d'euros.
Le 14 juin 2024, le groupe change officiellement de nom pour devenir FN Browning Group.
Le 15 novembre 2024, FN Browning annonce le rachat du fabricant de munitions français Sofisport.

## Catalogue d'armes FN Herstal

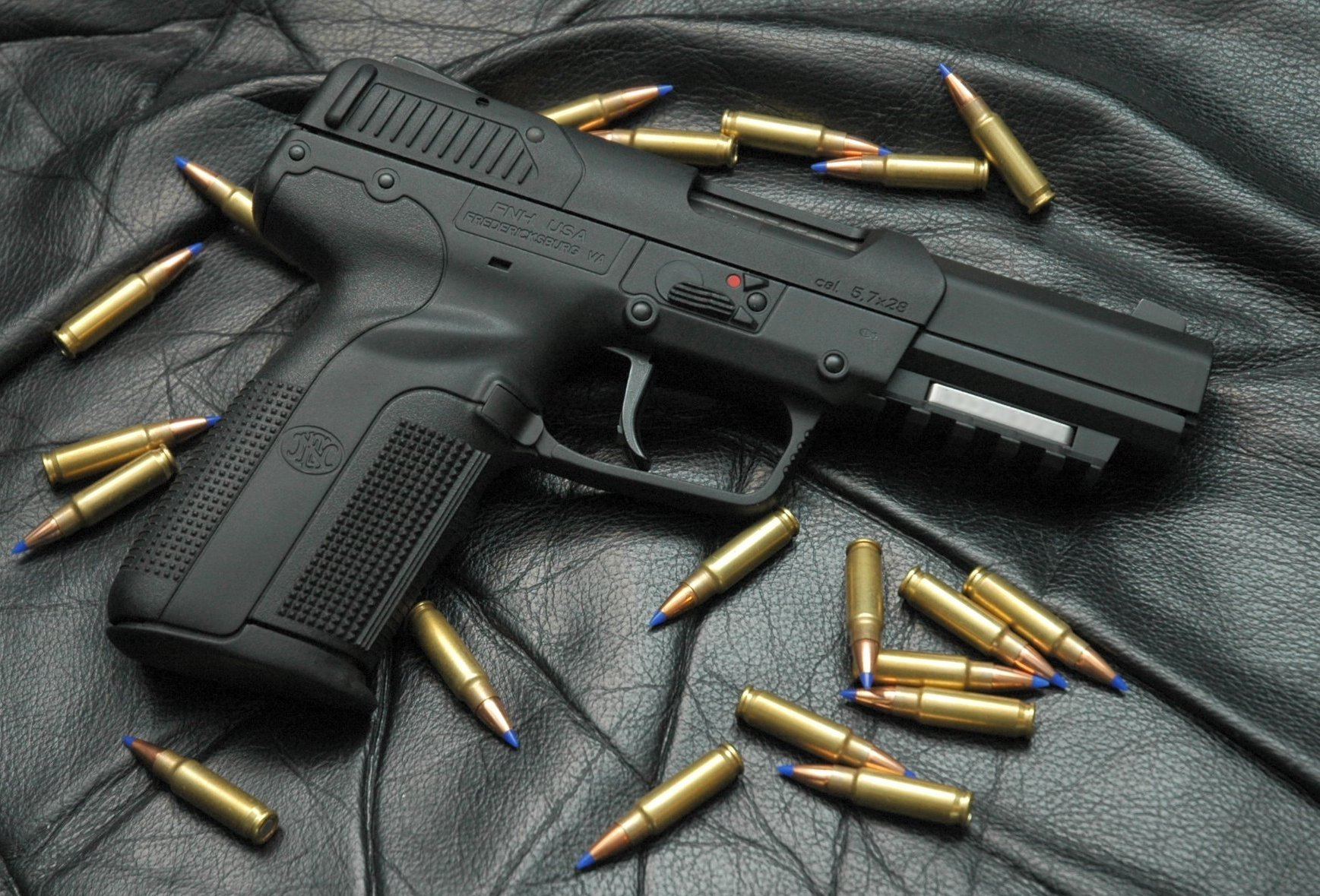
Pistolet FN Five-seveN

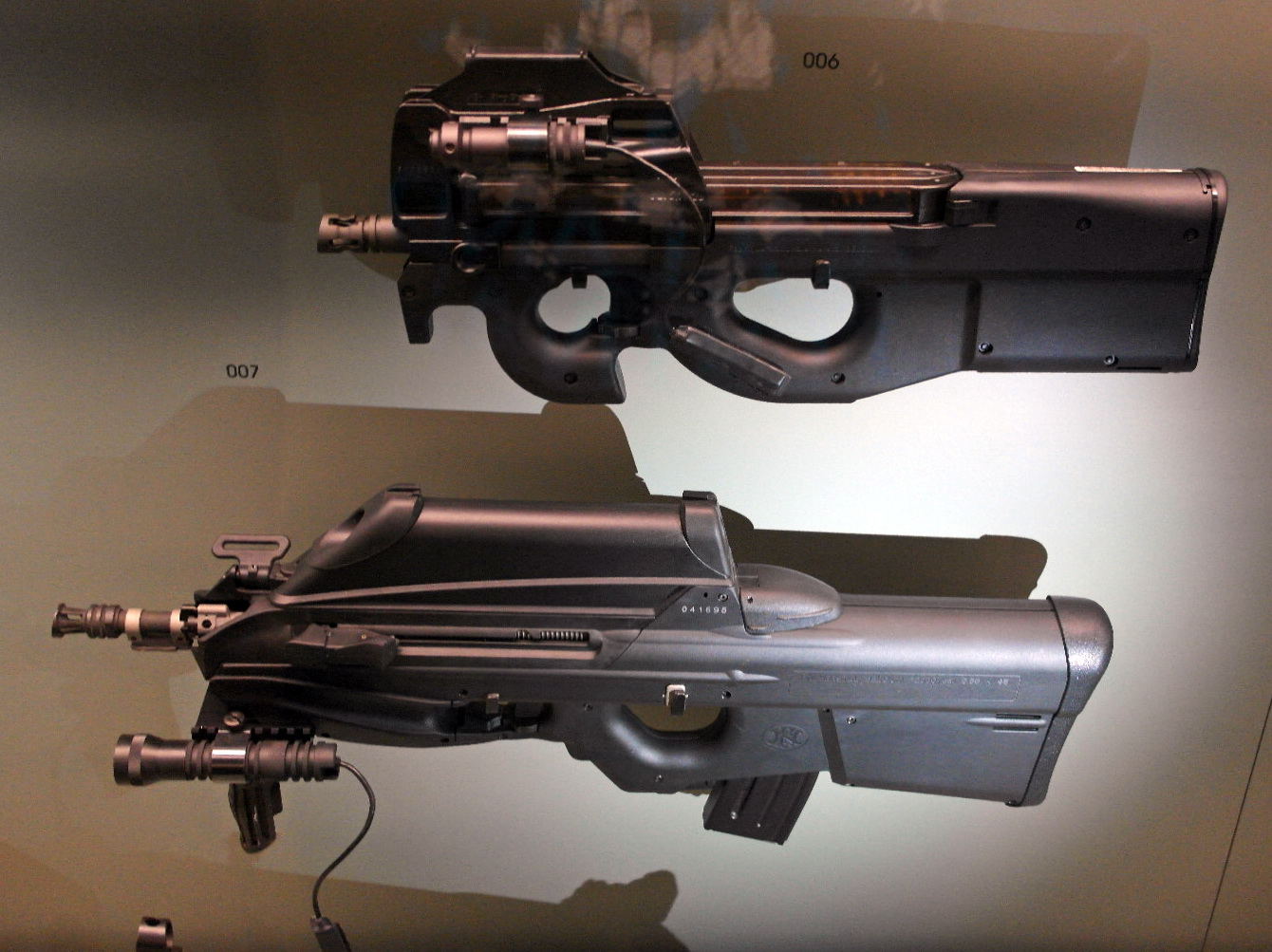
Pistolet-mitrailleur FN P90 (en haut) et le fusil d'assaut FN F2000 (en bas)

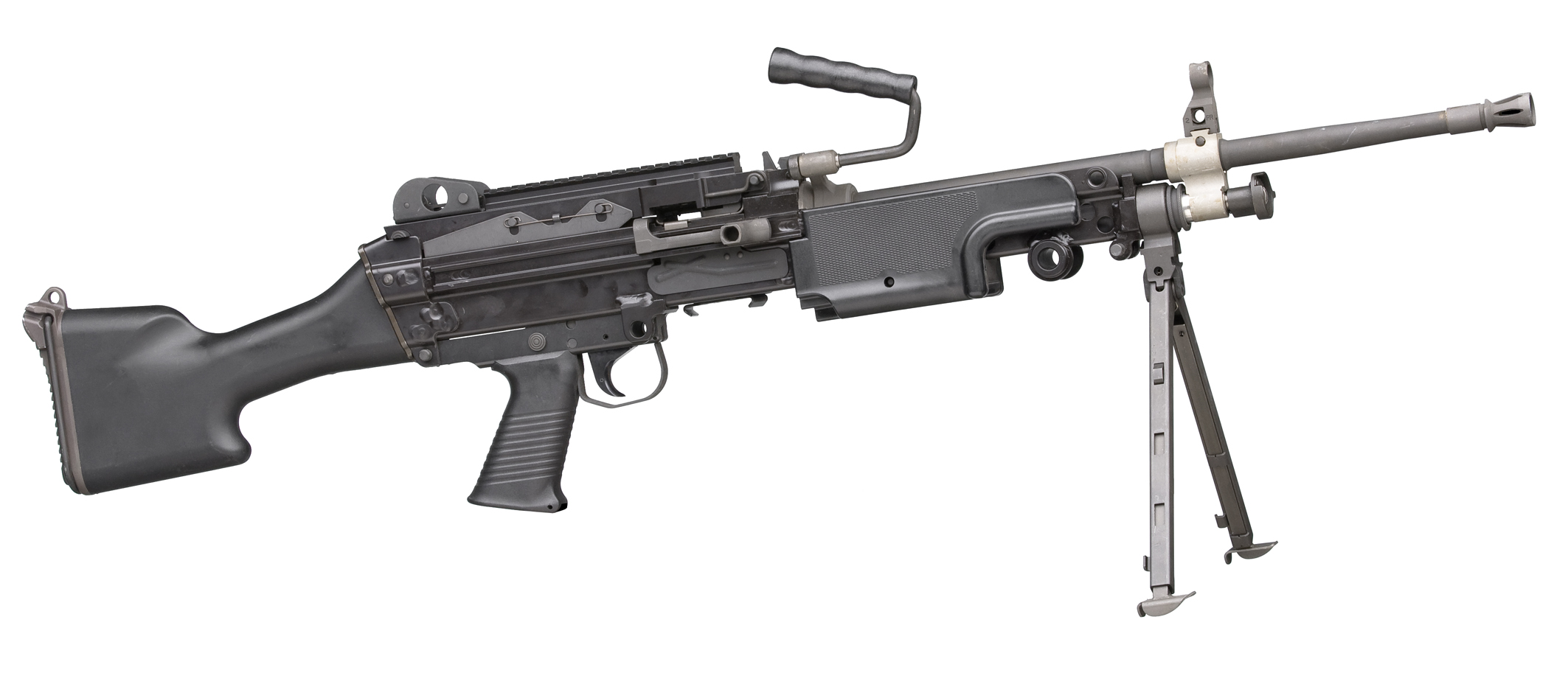
Mitrailleuse légère FN Minimi

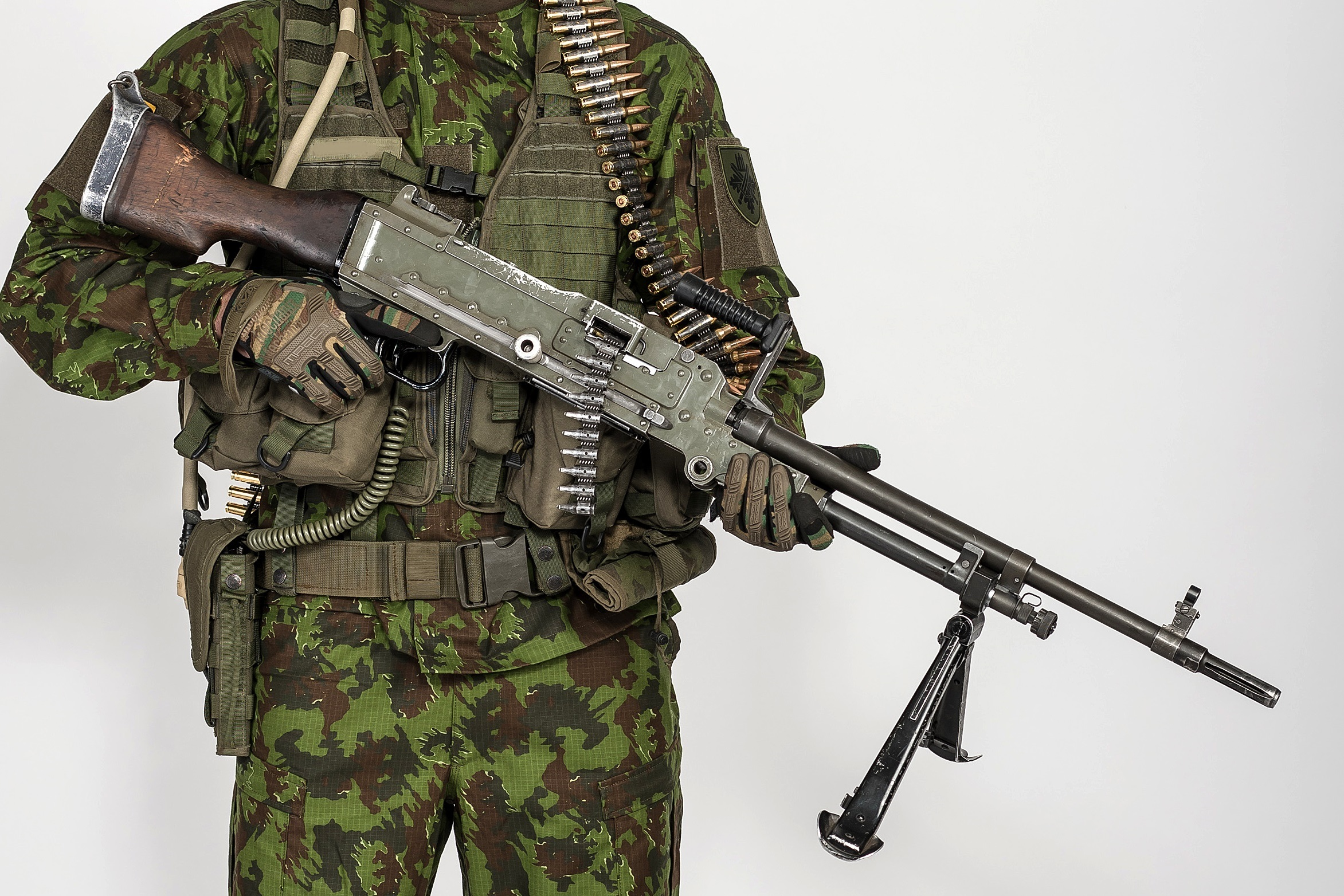
Mitrailleuse lourde FN MAG

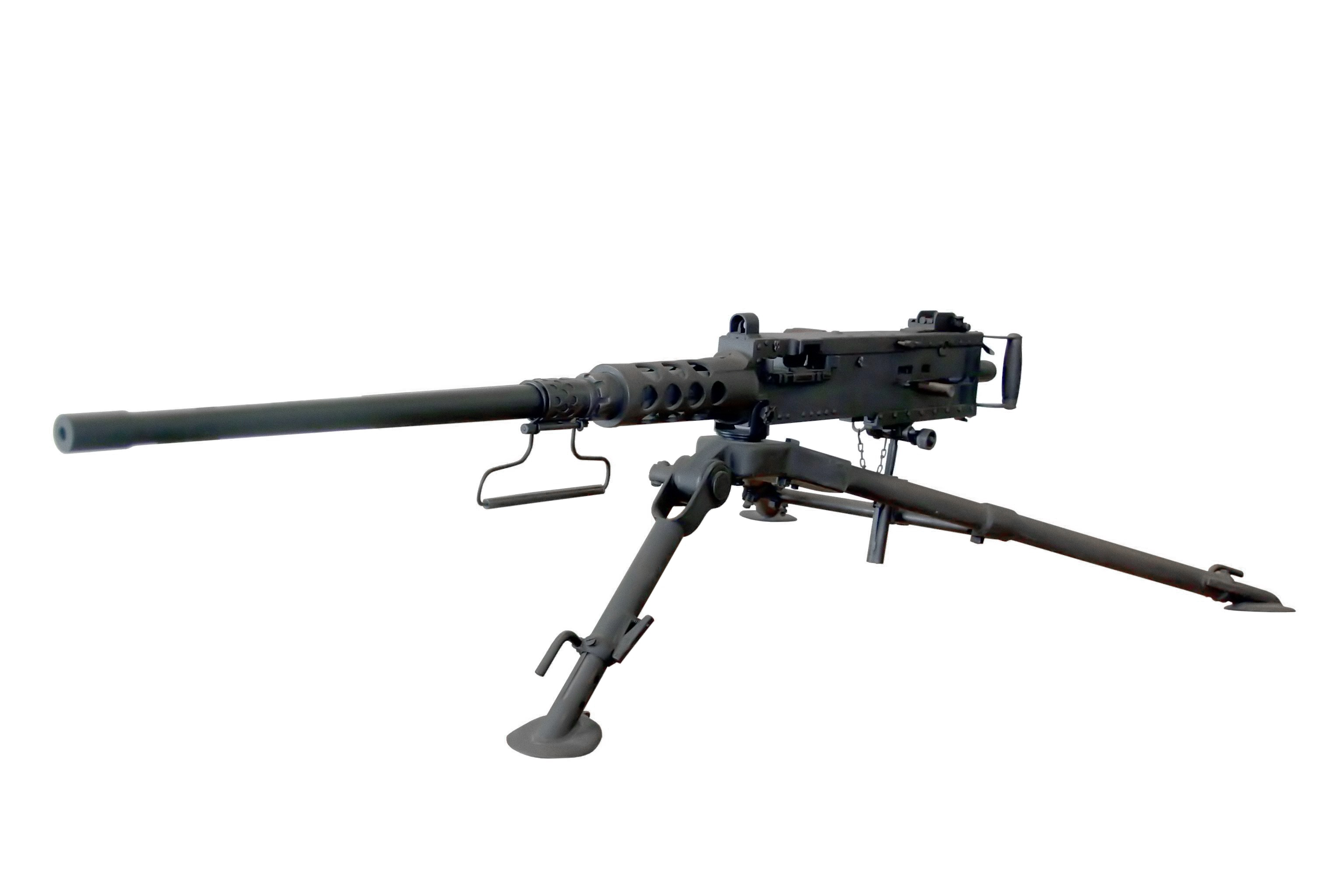
Mitrailleuse lourde FN M2 (.50)

- Mauser 1889, première arme fabriquée par la FN HERSTAL
- Browning M1900, premier pistolet semi-automatique européen à avoir été largement diffusé.
- Browning M1910, un pistolet fabriqué sous licence belge calibre 7,65 mm ou 9 mm court. Il est célèbre pour avoir été utilisé pour l'assassinat de l'archiduc François-Ferdinand le 28 juin 1914[11].
- FN/Browning Auto-5, premier fusil semi-automatique de chasse sur le marché pour des cartouches à grenailles.
- Browning GP 35, premier pistolet semi-automatique à chargeur de grande capacité (adopté en Belgique sous le nom de « P-35 »).
- Mauser 1935, nouvelle génération de fusils Mauser pour l'armée belge et destiné à remplacer le Mauser 1889
- Mauser 1936, Mauser 1889 modifiés pour être au plus proche du Mauser 1935 et combler le manque de capacité de production
- Browning HP-DA, un pistolet semi-automatique à platine simple et double action.
- FN Uzi, fabrication (1958-1971) sous licence du célèbre pistolet-mitrailleur israélien. Arme utilisée par les polices judiciaires belge et française. Modèle règlementaire dans l'armée néerlandaise (FN modèle 1961).
- FN Barracuda, un revolver calibre .357 Magnum / .38 Special ou 9x19 Luger.
- Beretta M12: fabrication de la version S du PM italien entre 1979 et le début des années 1990.
- FN Forty-Nine, un pistolet semi-automatique en calibre 9 mm Parabellum et .40 S&W.
- FN FNP-45, un pistolet semi-automatique en calibre 45 ACP.
- FNP-9, connu aussi sous le nom de Browning Pro-9 en Amérique du Nord, un pistolet semi-automatique en calibre 9 mm Parabellum, lancé après l'échec du FN Forty-Nine.
- FN FNS, un pistolet semi-automatique en calibre 9 mm Parabellum (FN FNs-9) et .40 S&W (FN FNS-40).
- FN FAL, un fusil d'assaut en calibre 7,62 mm.
- FN CAL, un fusil d'assaut, version en calibre 5,56 mm OTAN du FN FAL.
- FN FNC, un fusil d'assaut en calibre 5,56 mm OTAN.
- FN SPR, une famille de fusils de précision destinés aux polices américaines.
- FN FNAR un fusil de précision semi-automatique, en calibre 7,62 mm fabriqué par FN America la filiale américaine de la FN Herstal.
- FN Five-seveN, un pistolet léger moderne en calibre 5,7 × 28 mm.
- FN P90, un pistolet-mitrailleur compact en calibre 5,7 × 28 mm.
- FN F2000, un fusil d'assaut bullpup en calibre 5,56 mm OTAN et LG1, un lance-grenades en calibre 40 x 46 mm pour F2000
- FN SCAR, un fusil d'assaut en calibre 5,56 mm OTAN (FN SCAR-L) ou 7.62 mm OTAN (FN SCAR-H).
- FN4 0GL un lance-grenades en calibre 40 x 46 mm en versions FN 40GL-S (Stand alone), FN 40GL-L (pour montage sous FN SCAR-L) et  FN 40GL-H (pour montage sous FN SCAR-H)
- FN SCAR-SC, un fusil d'assaut compact en calibre 5,56 mm OTAN  ou 300 blackout.
- FN Minimi, une mitrailleuse légère en calibre 5,56 mm OTAN ou 7,62 mm, également connue sous le nom de FN M249 SAW (modèle américain).
- FN MAG, une mitrailleuse lourde en calibre 7,62 mm, également connue sous le nom de M240 (modèle américain).
- Browning M2 QCB (.50), une mitrailleuse lourde en calibre 12,7 × 99 mm (.50 Browning) avec système FN Quick Change Barrel (QCB).
- FN 303, un lanceur de projectiles non mortels.
- FN Evolys en calibre 5,56 mm OTAN ou 7,62 mm.

## Mécanique

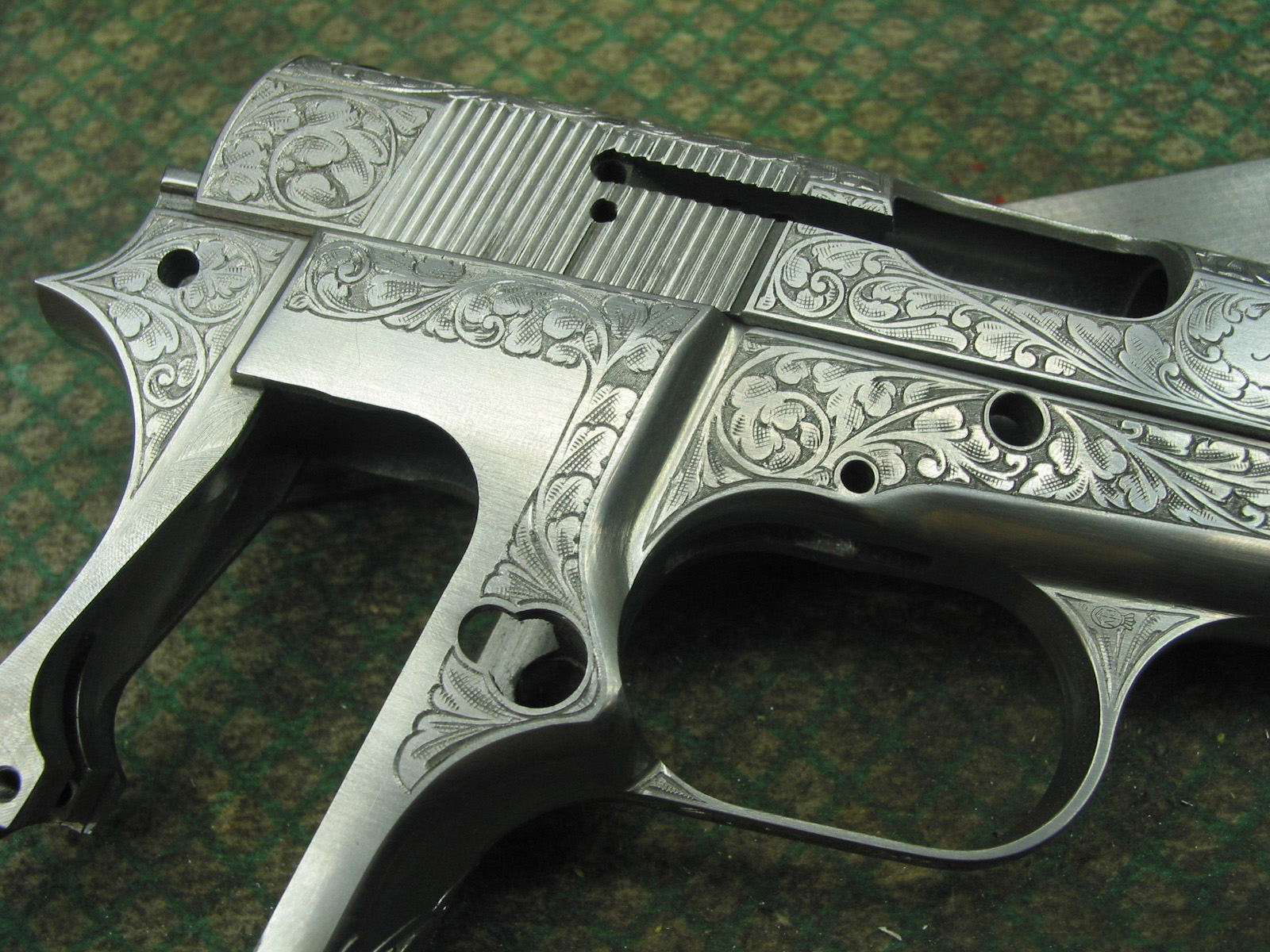
Gravure décorative sur la carcasse d'un pistolet FN Browning GP35

Des voitures, des bicyclettes et des motocyclettes sont également construites par l'entreprise au début du XXe siècle.
- Constructeur des bicyclettes de 1895 à 1927
- Constructeur de voitures automobiles entre 1900 et 1935
- Constructeur de motos de 1901 à 1965.
  - 1901 : premier modèle : vélomoteur à transmission par courroie plate et moteur de 133 cm3.
  - 1905 : première moto 4-cylindres du monde. Modèle à arbre sans cardan et allumage par magnéto, frein à tambour arrière.
  - 1923 : machine de sport à bloc moteur de 350 cm3 à soupapes en tête, graissage à carter sec, 3 vitesses
  - 1926 : 500 cm3 sportive
  - Première traversée du Sahara à moto
  - 81 records du monde en solo 350, 500, 750 et 1 000 cm3 et en side-car en 350 et 600 cm3.
  - Motos militaires : M 12 SM équipée d'un moteur de 1 000 cm3 bicylindre à plat, boîte à quatre vitesses avec marche arrière, transmission par cardan. Le side-car, blindé, était muni d'une roue rendue motrice à volonté.
  - Après la Seconde Guerre mondiale : série FN XIII, monocylindres de 250, 350 et 450 cm3.
  - Championne du monde de motocross 500 cm3 en 1958 avec René Baeten.
  - Fin des années 1950 à 1965 : retour au cyclomoteur

La FN a aussi fabriqué un véhicule utilitaire à trois roues dénommé « Tri-car » (Circa 1935-1940), un triporteur motorisé caréné muni d'un caisson de transport formant un ensemble très semblable à une camionnette.
Dans les années 1960, la FN a produit un tricycle motorisé et pliable à destination des troupes aéroportées, l'AS 24, utilisé presque exclusivement par les troupes parachutistes belges.
La FN Herstal a fabriqué des moteurs à réaction sous licence dès 1949, et en a aussi assuré la maintenance.  La division moteurs (FN Moteurs) devient indépendant de la FN en 1987 et rejoint le groupe Snecma en 1989. Elle prend le nom de Techspace Aero en 1992, puis Safran Aero Boosters en 2016.

Avec les motos Saroléa et Gillet, la production de la FN faisait partie de ce que l'on appelait les « Demoiselles de Herstal ».

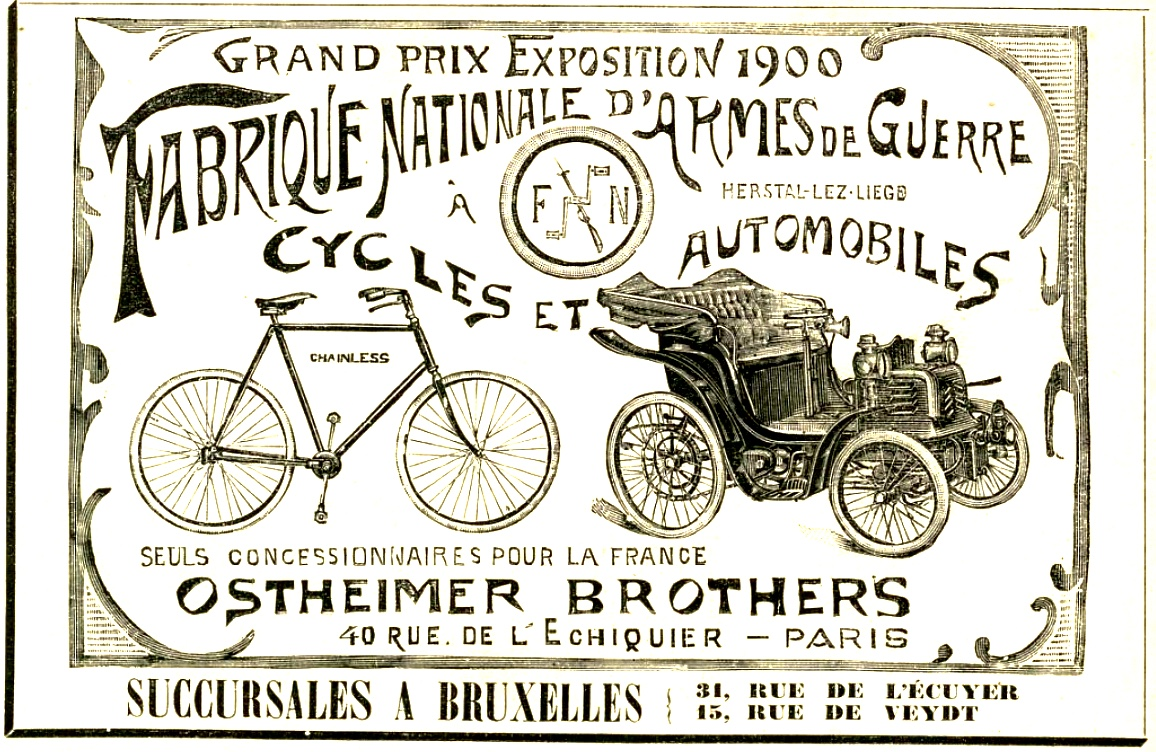
Fabrique nationale Herstal 1900
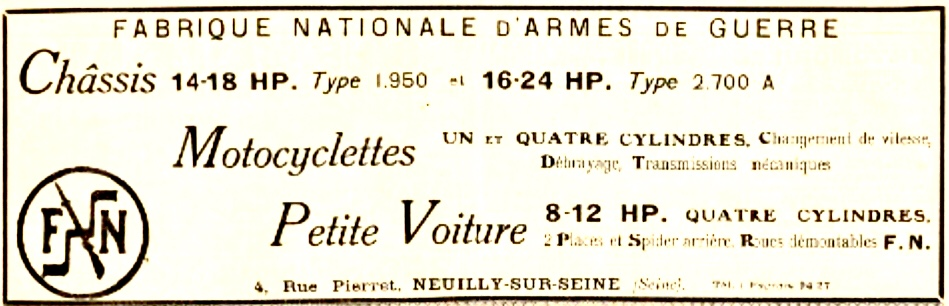
Fabrique nationale Herstal 1914
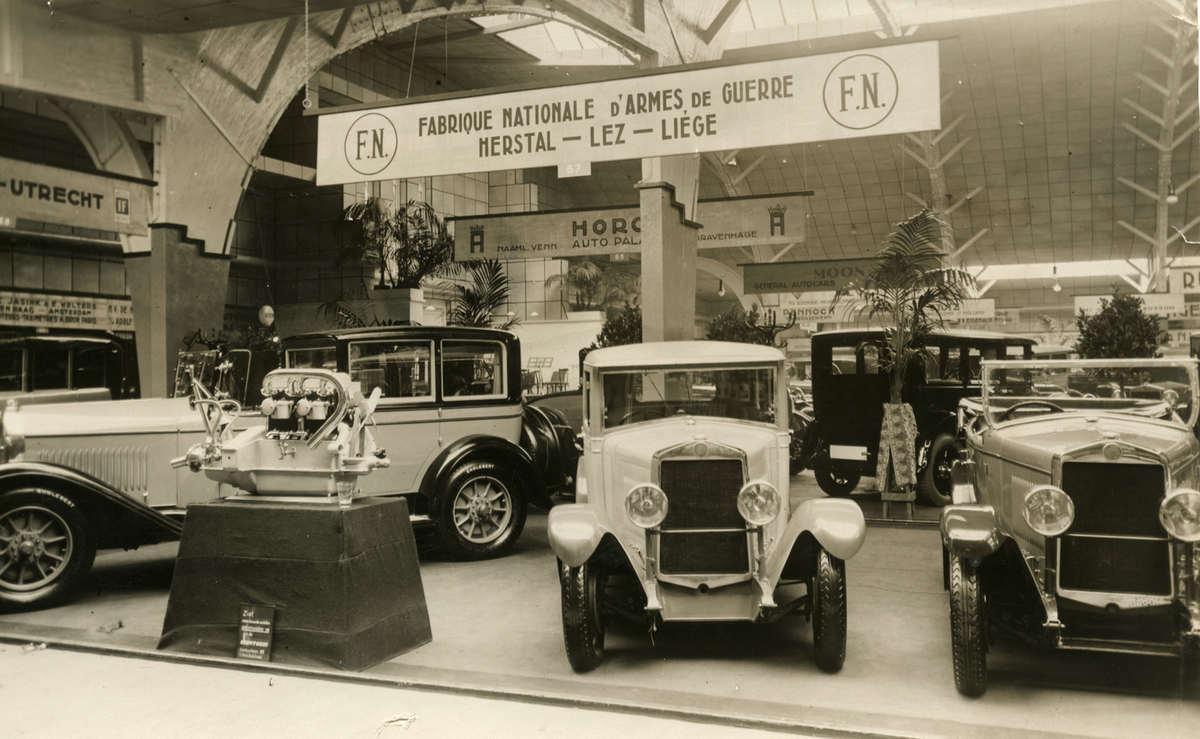
Stand FN en 1929
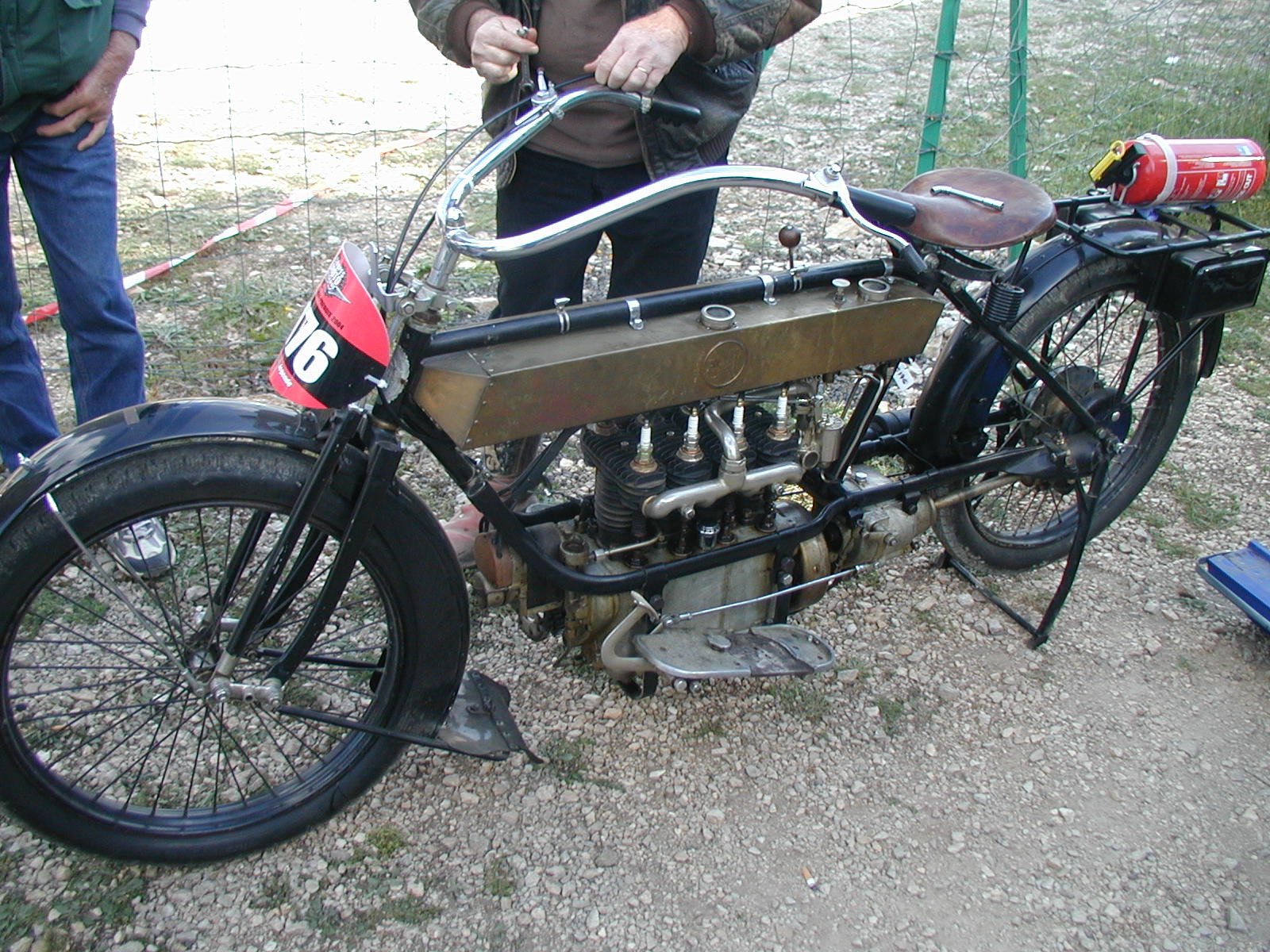
Une très ancienne FN 4-cylindres
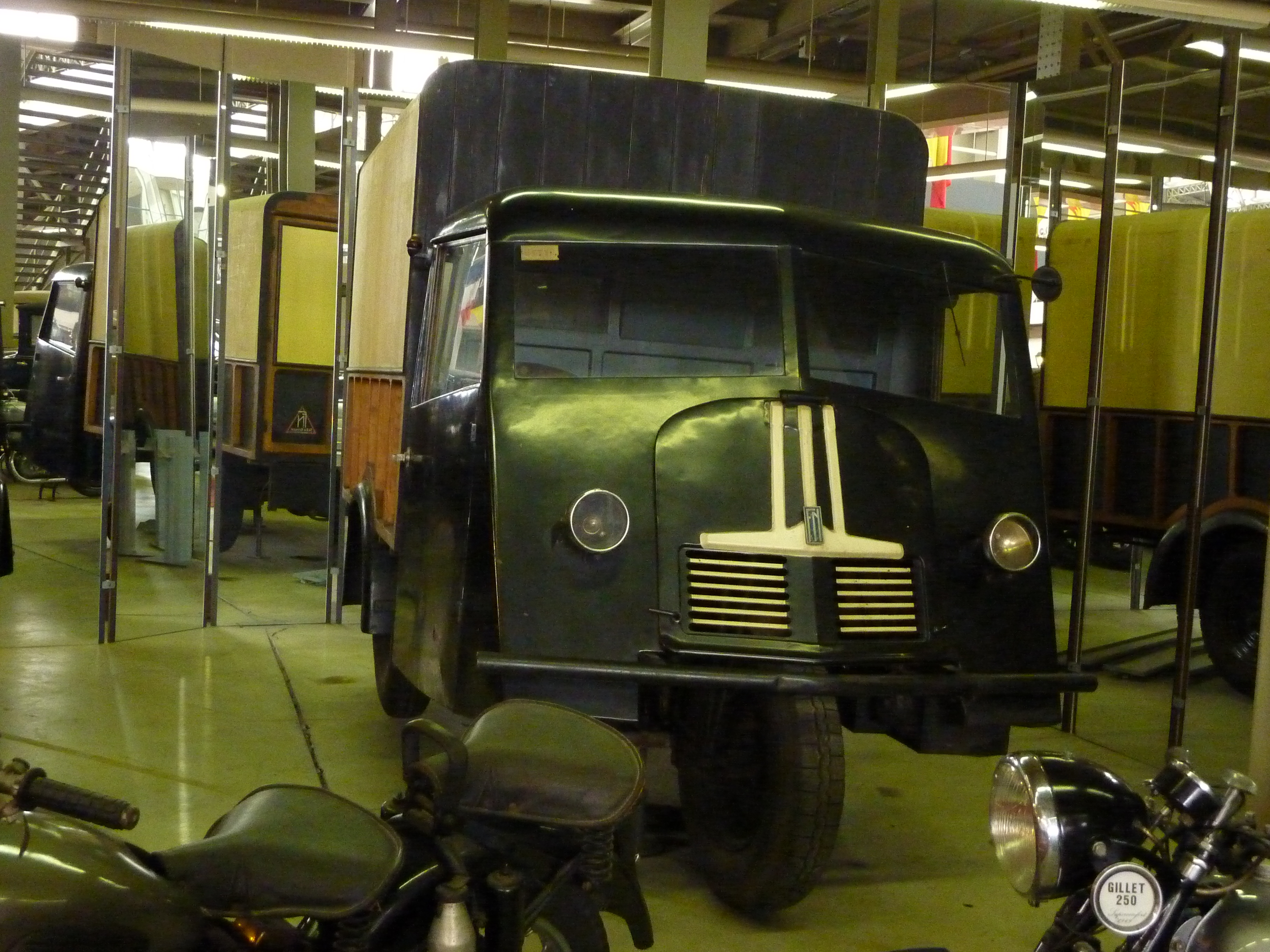
FN Tricar 1947

## Bilan financier
Dans les comptes annuels 2020, la société déclare avoir :
- 412 010 557 € de capitaux propres,
- 80 511 € de dette à plus d'un an (la société est très peu endettée),
- un chiffre d'affaires de 269 894 097 €,
- un bénéfice de l'exercice de 10 346 930 € (18 568 228 € l'année précédente),
- un bénéfice reporté de 109 199 707 €.

Cette année là également, la société a distribué cinq millions d'euros de dividendes (1,5 million l'année précédente).

## Controverses

### Vente d'armes à des régimes autoritaires
Le 21 juin 2022 a marqué le dixième anniversaire de l'adoption du décret wallon relatif à l'importation, à l'exportation, au transit et au transfert d'armes civiles et de produits liés à la défense. Le même jour, trois associations, la Coordination nationale de l'action pour la paix et la démocratie (CNAPD), la Ligue des droits humains (LDH) et Vredesactie, avec le soutien d'Amnesty International, ont annoncé qu'elles intenteraient des actions judiciaires contre la FN Herstal, qui a exporté des armes vers le royaume d'Arabie saoudite sur la base de licences annulées par la Région wallonne. Selon elles, ces armes sont utilisées dans les crimes de guerre commis au Yémen par la coalition dirigée par l'Arabie saoudite. En outre, Amnesty International a lancé une pétition adressée à Elio Di Rupo, ministre-président wallon et lui a demandé « d'appliquer enfin le décret qui est entré en vigueur en juin 2012 ».
Le Conseil d'État avait ordonné la suspension de quatre licences d'exportation d'armes en août 2020, qui avaient été accordées à la FN Herstal par la Région wallonne pour la Garde nationale saoudienne. Cependant, en février 2021, les associations ont commencé de nouvelles procédures après que le gouvernement wallon a accordé de nouvelles licences d'exportation d'armes à la FN Herstal au profit de l'Arabie saoudite,.

### Scandales de corruption
Début 2023, Jean-Thomas Mayaka, ex-employé du service achat licencié pour faute grave, est accusé d'avoir détourné depuis 2014 plus de dix millions d'euros via des fausses factures,. Pierre Meyer, alors président du comité d’audit et de rémunération, avait donné sa démission en 2017 à la suite des multiples refus de Philippe Classens, l'ancien directeur, de mettre en place un audit interne permanent.

### Utilisation des armes de la FN par des groupes irréguliers
En juin 2023, une enquête du Washington Post révèle que des armes FN, fournies à l’Ukraine par les autorités belges, sont utilisées par des milices anti-Poutine sur le territoire russe, Les services de renseignement américains confirment cette information. Il s’agirait de fusils d’assaut SCAR utilisés par des membres de la légion Liberté de la Russie et du Corps des volontaires russes. « La règle est stricte : les armes sont fournies uniquement pour la défense du territoire ukrainien. », explique le Premier ministre Alexander De Croo. Des clarifications vont être demandées à l’Ukraine. « Ces livraisons sont destinées aux forces armées ukrainiennes pour protéger leur territoire et leur population contre l’invasion russe. C’est expressément indiqué dans les documents accompagnant chaque livraison. […] Ces armes ne sont donc pas autorisées pour des groupes isolés qui ont un agenda interne russe.